# Bernd Erhard Fischer
Bernd Erhard Fischer (* 1948 in Berlin) ist ein deutscher Verleger und Autor.

## Leben
Fischer absolvierte eine Ausbildung als Farbenlithograf und legte kurz danach auch die Meisterprüfung ab. Nach Abschluss seiner Ausbildung arbeitete er als Sachbearbeiter und Kundenberater in verschiedenen grafischen Betrieben. Parallel dazu schrieb er eigene literarische Texte, Erzählungen, Novellen und Gedichte. 1990 begann er seine Tätigkeit als freier Buchgestalter und -hersteller. Von 1993 bis 1999 war er Dozent an der Fachhochschule Potsdam im Fachbereich Kommunikationsdesign.
Mit seiner Ehefrau Angelika Fischer arbeitete Fischer seit den 1980er Jahren zusammen. Sie hatten 17 Jahre lang ein gemeinsames Atelier im Berliner Ullsteinhaus. 2003 gründete Fischer zusammen mit seiner Ehefrau Angelika Fischer den Verlag Edition A·B·Fischer in Berlin-Lichtenrade. Gemeinsam entwickelten sie dafür ihr Konzept des „poetischen Sachbuchs“, dem inzwischen zwei beliebte biografische Buchreihen folgen. In jüngster Zeit verlegt der Verlag auch vermehrt erzählerische Literatur.

## Auszeichnungen
Der Bild-Textband von Angelika Fischer und Bernd Erhard Fischer, „Bastionen des Lichts – Leuchttürme an der schottischen Atlantikküste“ wurde 1997 von der Stiftung Buchkunst ausgezeichnet.

## Familie
Fischer ist mit der Fotografin Angelika Fischer verheiratet und hat zwei Söhne.

## Veröffentlichungen (Auswahl)
- Hermione: Die Flucht ins Leben – Eine poetische Biografie. Edition A. B. Fischer, 2019, ISBN 978-3-948114-00-8.
- Unterwegs Anderswo: Aufzeichnungen. Edition A. B. Fischer, 2017, ISBN 978-3-937434-86-5.
- Mit Angelika Fischer: Im Bauch des Drachen: Beobachtungen in Vietnam. Edition A. B. Fischer, 2015, ISBN 978-3-937434-69-8.
- Mit Ullrich Wannhoff: Comptons Vögel: Atlantische Geschichten. Edition A. B. Fischer, 2012, ISBN 978-3-937434-47-6.
- Mit Angelika Fischer: Bastionen des Lichts: Leuchttürme an der schottischen Atlantikküste. VACAT, 1996, ISBN 3-930752-09-3.
- Die Insel der Unvernunft. Ein Lesebuch. 1985, Druck Ludwig Vogt.

### Reihe „Menschen und Orte“
- Mit Angelika Fischer: Charles Dickens in London. Edition A. B. Fischer, 2020, ISBN 978-3-948114-06-0.
- Mit Angelika Fischer: Henry van de Velde in Weimar. Edition A. B. Fischer, 2019, ISBN 978-3-937434-70-4.
- Mit Angelika Fischer: Carl Orff in Dießen. Edition A. B. Fischer, 2018, ISBN 978-3-937434-98-8.
- Mit Angelika Fischer: Otto Dix in Hemmenhofen. Edition A. B. Fischer 2018, ISBN 978-3-937434-74-2.
- Mit Angelika Fischer: Thomas Mann in Nidden. Edition A. B. Fischer, 2016, ISBN 978-3-937434-80-3.
- Mit Angelika Fischer: Hans Fallada in Carwitz. Edition A. B. Fischer, 2016, ISBN 978-3-937434-72-8.
- Mit Angelika Fischer: Goethe bei Frau von Stein in Großkochberg. Edition A. B. Fischer, 2016, ISBN 978-3-937434-33-9.
- Mit Angelika Fischer: Tania Blixen in Rungstedlund. Edition A. B. Fischer, 2015, ISBN 978-3-937434-67-4.
- Mit Angelika Fischer: Ernst Barlach in Güstrow. Edition A. B. Fischer, 2014, ISBN 978-3-937434-63-6.
- Mit Angelika Fischer: Voltaire in Sanssouci. Edition A. B. Fischer, 2014, ISBN 978-3-937434-62-9.
- Mit Angelika Fischer: Marie Luise Kaschnitz in Bollschweil. Edition A. B. Fischer, 2013, ISBN 978-3-937434-53-7
- Mit Angelika Fischer: Wilhelm Busch in Wiedensahl. Edition A. B. Fischer, 2013, ISBN 978-3-937434-09-4.
- Mit Angelika Fischer: Peter Rühmkorf in Altona. Edition A. B. Fischer, 2012, ISBN 978-3-937434-46-9.
- Mit Angelika Fischer: Edvard Munch in Warnemünde. Edition A. B. Fischer, 2011, ISBN 978-3-937434-42-1.
- Mit Angelika Fischer: Ernst Jünger in Wilflingen. Edition A. B. Fischer, 2011, ISBN 978-3-937434-14-8.
- Mit Angelika Fischer: Arno Schmidt in Bargfeld. Edition A. B. Fischer, 2011, ISBN 978-3-937434-12-4.
- Mit Angelika Fischer: Brecht und Weigel in Buckow. Edition A. B. Fischer, 2011, ISBN 978-3-937434-06-3.
- Mit Angelika Fischer: Gerhart Hauptmann auf Hiddensee. Edition A. B. Fischer, 2011, ISBN 978-3-937434-39-1.
- Mit Angelika Fischer: Göschen und Seume in Grimma. Edition A. B. Fischer, 2010, ISBN 978-3-937434-07-0.
- Mit Angelika Fischer: Georg Kolbe in Westend. Edition A. B. Fischer, 2008, ISBN 978-3-937434-00-1.
- Mit Angelika Fischer: Alfred Kubin in Zwickledt. Edition A. B. Fischer, 2008, ISBN 978-3-937434-24-7.
- Mit Angelika Fischer: Wolfgang Koeppen in Greifswald. Edition A. B. Fischer, 2007, ISBN 3-937434-05-4.
- Mit Angelika Fischer: Thomas Mann in Nidden. Edition A. B. Fischer, 2007, ISBN 978-3-937434-17-9.
- Mit Angelika Fischer: Hermann Sudermann in Blankensee. Edition A. B. Fischer, 2007, ISBN 978-3-00-010432-9.
- Mit Angelika Fischer: Karl May in Radebeul. Edition A. B. Fischer, 2004, ISBN 3-937434-01-1.

### Reihe „wegmarken“
- Mit Angelika Fischer: Das Irland des Heinrich Böll, Edition A. B. Fischer, 2009, ISBN 978-3-937434-28-5.

### Reihe „Spurensuche“
- Mit Angelika Fischer: Petzow. Ein Landsitz am Schwielowsee. Arani-Verlag GmbH, 1999, ISBN 3-7605-8633-3.
- Mit Angelika Fischer: Altdöbern. Vergessenes Juwel in der Niederlausitz., Arani-Verlag GmbH, 1999, ISBN 3-7605-8649-X.
- Mit Angelika Fischer: Marquardt. Ein Schloß im Norden von Potsdam. Arani-Verlag GmbH, 1999, ISBN 3-7605-8635-X.
- Mit Angelika Fischer: Blankensee. Eine Spurensuche. Sudermanns Schloss und Park, 1999, Arani-Verlag GmbH, ISBN 3-7605-8664-3.
- Mit Angelika Fischer: Wiepersdorf. Eine Spurensuche. Arani-Verlag GmbH, 1996, ISBN 3-7605-8632-5.

### Reihe „Zwischen den Zeiten“
- Mit Angelika Fischer: Schloss Kochberg: Goethe bei Frau von Stein. be.bra Verlag, 1999, ISBN 3-930863-66-9.
- Mit Angelika Fischer: Lehnin: Mit Pflug und Kreuz. be.bra Verlag, 1998, ISBN 3-930863-43-X.
- Mit Angelika Fischer: Kloster Zinna: Ort der Gegensätze. be.bra Verlag, 1998, ISBN 3-930863-44-8.